# Piervy Kanal
Piervy Kanal (Первый канал en cirílico; en español, «Primer canal») es una corporación pública de televisión que opera en la Federación de Rusia.
Comenzó a emitir el 1 de abril de 1995 y se fundó sobre las bases del primer canal de la extinta Televisión Central Soviética, cuya actividad se inició el 22 de marzo de 1951. La nueva «Televisión Pública Rusa» (ORT, por sus siglas en ruso) se creó como una sociedad anónima en la que el gobierno ruso sería el máximo accionista, pero el resto del capital podía estar cubierto por empresas privadas. Su programación es generalista y compite en el mercado publicitario con los grandes grupos privados.
Piervy Kanal es independiente de otras empresas rusas de radiodifusión pública, como la Compañía estatal de televisión y radioemisora de toda Rusia (VGTRK).
Actualmente cuenta con 7 canales temáticos (uno en colaboración con VGTRK). También cuenta con versiones internacionales.
Su sede está situada en la Torre Ostánkino de Moscú y su señal llega al 98,8% del territorio nacional. Es el canal de televisión ruso con más audiencia de la Federación Rusa y cuenta con versiones propias en otros países de la antigua Unión Soviética. Fue miembro de la Unión Europea de Radiodifusión entre el 1 de enero de 1993 y el 26 de febrero de 2022.

## Historia

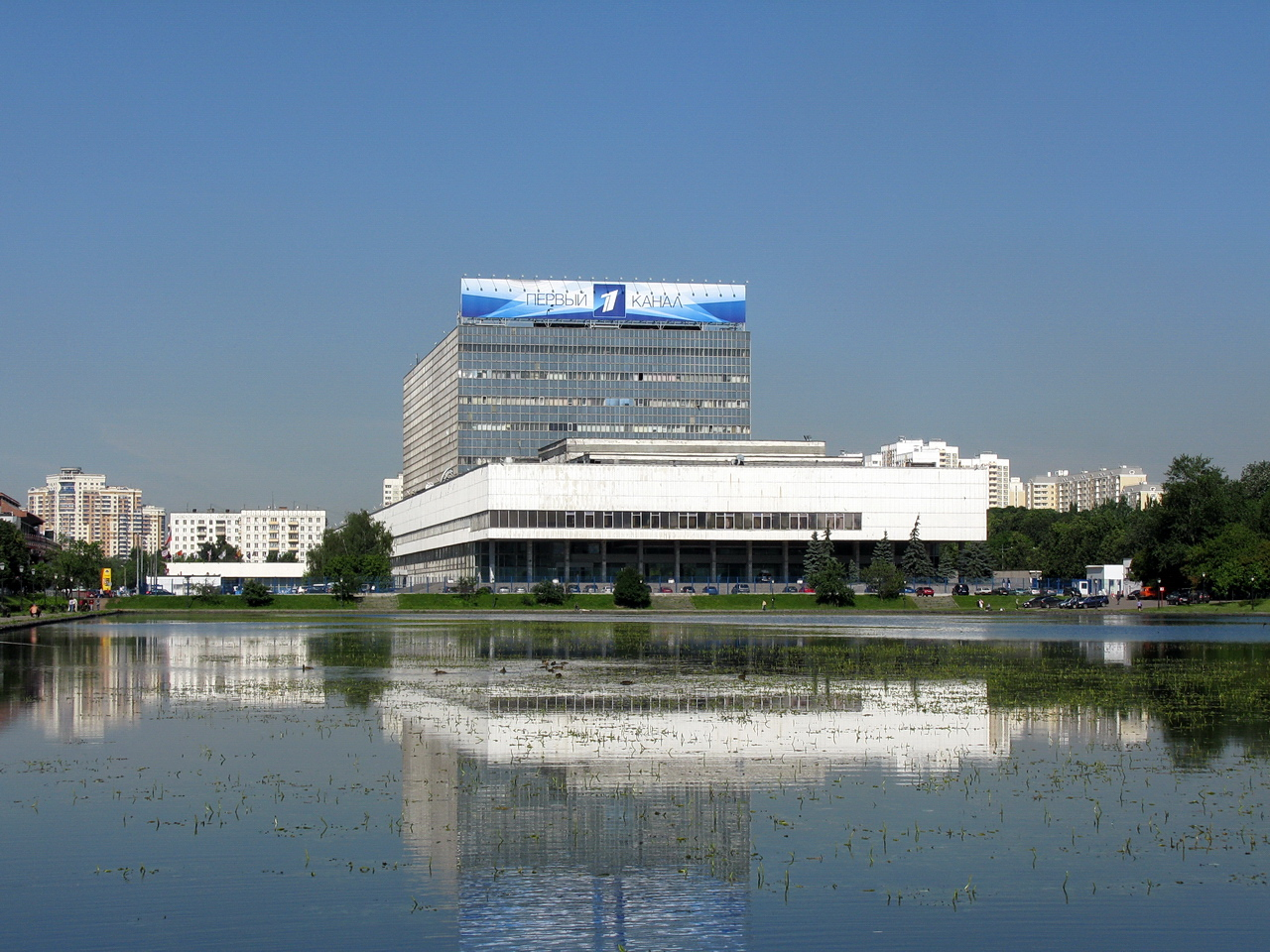
Sede de Piervy Kanal en las proximidades de Torre Ostánkino, Moscú

Los orígenes de Piervy Kanal se encuentran en el sistema de medios de comunicación de la Unión Soviética. El 22 de marzo de 1951 se inauguró el primer canal de la Televisión Central Soviética, «Primer programa» (Первая программа), el único sintonizable en todas las repúblicas y que funcionó hasta el desmantelamiento del país a finales de 1991. El nuevo gobierno de la Federación Rusa, presidido por Borís Yeltsin, garantizó el control de la radio y televisión en su territorio e hizo cambios drásticos que provocaron la transformación del primer canal en «Ostánkino 1», en referencia a la Torre Ostánkino de Moscú.
«Ostánkino 1» existió durante cuatro años, en los que perdió espectadores por la nueva competencia privada, la falta de recursos y una grave situación económica. Debido a las deudas acumuladas, la presidencia rusa aprobó el 30 de noviembre de 1994 un decreto ley por el que convirtió la compañía pública en una sociedad por acciones. Bajo ese esquema, el gobierno mantendría el control (51%) pero permitía que hasta un 49% estuviese en manos de grupos privados. La mayor participación fue adquirida por el multimillonario Borís Berezovski, amigo personal de Yeltsin, aunque también formaron parte del accionariado otros inversores y productoras rusas, asociadas en una compañía llamada «Grupo Nacional de Medios» con sede en Chipre, un paraíso fiscal.
La nueva «Televisión Pública Rusa» (ORT, Obschiéstviennoye Rossíyskoye Televídyeniye) nació oficialmente en 1995. Su primer director general fue Vladislav Lístyev, dueño de la productora VID y uno de los periodistas más respetados del país, mientras que Konstantín Ernst asumió la producción general y Berezovski sería el máximo accionista privado. Listyev centralizó la venta de espacios publicitarios para que el ente público percibiese todos los ingresos, algo que hasta entonces no ocurría. Sin embargo, su mandato solo duró tres meses: en marzo del mismo año fue asesinado y nunca pudo detenerse a los autores del crimen.
Aunque la gestión de la ORT fue complicada por los problemas económicos y sociales de Rusia, el canal se consolidó gracias a una oferta generalista que alternaba programas ya populares de la televisión soviética con otros nuevos formatos. En 1999 Konstantin Ernst asumió la dirección general, cargo que ha ocupado hasta la fecha. Con la caída de Yeltsin y la victoria presidencial de Vladímir Putin en 2000 se produjeron notables cambios en la gestión. El más importante fue la salida de Borís Berezovski, obligado a vender todas sus acciones en el Grupo Nacional de Medios al gobierno ruso, y el cese posterior de periodistas como Serguéi Dorenko por sus críticas al ejecutivo durante la tragedia del naufragio del submarino K-141 Kursk.
El 1 de septiembre de 2002, ORT modificó su imagen corporativa y se convirtió en Piervy Kanal (Primer Canal). Desde ese momento pasó a disputar el liderazgo de las audiencias con el resto de grupos privados y públicos. En 2011 empezó a emitir programas en 16:9 y desde el 24 de diciembre de 2012 ofrece contenidos en alta definición. A comienzos de 2016, el empresario ruso Román Abramóvich adquirió el 24% de las acciones privadas de Piervy Kanal.
El 25 de febrero de 2022, a causa de la invasión rusa de Ucrania, la Unión Europea de Radiodifusión vetó la participación de Rusia en el Festival de la Canción de Eurovisión 2022. Asimismo, varias radiodifusoras públicas de Europa pidieron a la UER que suspendiera las emisoras rusas miembros de la organización, y esta estableció el 28 de febrero como fecha para debatir el asunto y tomar una decisión al respecto. Sin embargo, fueron las propias emisoras rusas (VGTRK, Pervi Kanal y Radio Domo Ostankino) las que abandonaron la UER dos días antes.

## Programación
La programación de Piervy Kanal es generalista y está enfocada tanto en el entretenimiento familiar como en los programas informativos. Se encarga de la cobertura de acontecimientos de alcance como retransmisiones deportivas o el Festival de Eurovisión (en alterno con el canal estatal), series nacionales y la adaptación rusa de formatos extranjeros.
El primer canal conserva muchos programas herederos de la Televisión Soviética. Un ejemplo es el principal informativo, Vremya (Вре́мя), que se emite desde 1968. A pesar de que fue cancelado tras la caída de la Unión Soviética, los responsables de la ORT recuperaron el nombre tradicional en 1994 para recuperar espectadores. Desde entonces es el informativo más visto de toda la Federación.
Piervy Kanal destaca también por la producción de películas, algunas de ellas estrenadas a nivel internacional como Guardianes de la noche (2004) y Gambito turco (2005).

## Canales temáticos
Su repertorio de canales digitales es muy variado y ha ido cambiando con el paso de los años. Su oferta actual es la siguiente:
- Karusel: Canal infantil y juvenil en colaboración con VGTRK. Lanzado en 2010. Retransmite el Festival de la Canción de Eurovisión Junior.
- Dom Kinó: Canal de cine ruso. Lanzado el 1 de diciembre de 2005.
- Dom Kinó Premium: Extensión del canal de cine. Lanzado en marzo de 2015.
- Múzyka Pérvogo: Música continua. Lanzado en 2006.
- Vremya: Programas de archivo y documentales. Lanzado en 2005.
- Telecafé: Canal de cocina. Lanzado el 21 de noviembre de 2007.
- Bobyor: Canal de carpintería y reparaciones. Lanzado el 13 de agosto de 2015.
- O!: Canal infantil didáctico. Lanzado el 7 de febrero de 2017.
- Poéjali!: Canal de viajes. Lanzado en 2017.
- Katyusha: Canal de entretenimiento con subtítulos en chino en colaboración con CCTV. Lanzado el 1 de noviembre de 2017.

Piervy Kanal también tiene versiones internacionales.

## Imagen corporativa

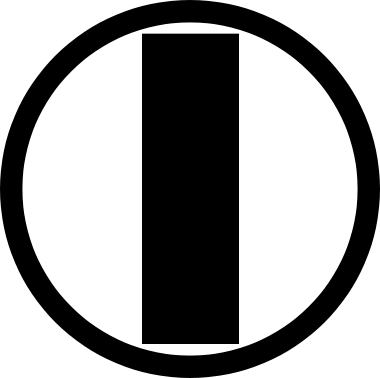
1995
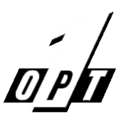
1995 a 1996
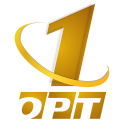
1997 a 2000
Desde 2000